# アダム・グレゴリー
アダム・グレゴリー（Adam Gregory,  1987年12月28日 - ）は、アメリカ合衆国の俳優である。

## 来歴
1987年、オハイオ州シンシナティ生まれ。地元の高校を卒業した後に、ノースケンタッキー大学へ進学。しかし、その後同校を中退し俳優活動を開始した。2009年にザック・エフロン主演のコメディ映画『セブンティーン・アゲイン』で実写映画デビューを果たし、テレビドラマシリーズ『ビバリーヒルズ高校白書』への出演などで知名度を上げている。2010年からはテレビシリーズ『ザ・ボールド・アンド・ザ・ビューティフル』のレギュラーキャストとして348エピソードへ出演した。

### 私生活
2010年に恋人だったSheridan Sperryと結婚し、2013年2月7日に一人息子が誕生した。

## 出演作品

### 映画
- Winx Club: Il segreto del Regno Perduto (2007) ※声の出演
- セブンティーン・アゲイン 17 Again (2009)
- ハンナ・モンタナ/ザ・ムービー Hannah Montana: The Movie (2009)
- ブロンド・ボンバーガールズ Hard Breakers (2010)
- The Janus Project Preview (2014) ※短編

### テレビドラマ
- Just Jordan (2008)
- ウェイバリー通りのウィザードたち Wizards of Waverly Place (2008)
- 新ビバリーヒルズ高校白書 90210 (2008 - 2013)
- ザ・ボールド・アンド・ザ・ビューティフル The Bold and the Beautiful (2010 - 2014)
- Winx Club: Enchantix (2011 - 2012)
- Winx Club: Beyond Believix (2012 - 2013)

## 参照
1. 1 2  “Adam Gregory Biography”. 2014年7月27日閲覧。